# Ajuma Ameh
Ajuma Ameh (1984. december 1. – 2018. november 10.) Afrikai nemzetek kupája győztes nigériai labdarúgó, középpályás.

## Pályafutása
Részt vett a 2004-es athéni olimpián a nigériai válogatott tagjaként. Ugyanebben az évben az afrikai nemzetek kupáján aranyérmes lett a csapattal Dél-Afrikában.

## Sikerei, díjai
Nigéria
- Afrikai nemzetek kupája
  - aranyérmes: 2004, Dél-Afrika